# Formation de Santa Maria
Ne doit pas être confondu avec Formation de Santa Marta.
La formation de Santa Maria est une formation géologique du Trias située dans l'état de Rio Grande do Sul au Brésil. 
Son âge géologique est à cheval sur une partie du Trias moyen et du Trias supérieur, soit environ entre −245 et −225 Ma (millions d'années).
Cette formation a livré une abondante faune fossile de vertébrés, dont les dinosaures Staurikosaurus, Saturnalia,, Pampadromaeus, Gnathovorax et Buriolestes, ce dernier ayant été découvert aux côtés du dinosauromorphe Ixalerpeton.